# Fabiana Granados
Fabiana Granados Herrera (sinh ngày 8 tháng 3 năm 1990 tại Hojancha) là một nghệ sĩ người Costa Rica, người mẫu và người đẹp tham cuộc thi sắc đẹp được trao vương miện Hoa hậu Costa Rica 2013 và đại diện cho đất nước của cô tham gia cuộc thi Hoa hậu Hoàn vũ 2013.

## Đầu đời
Granados là sinh viên ngành Kỹ thuật Công nghiệp tại Universidad Latina.

## Reinas de Costa Rica 2012
Granados giành danh hiệu trong cuộc thi Reinas de Costa Rica 2012 và ra về với vị trí Á hậu 1 hoặc được gọi với danh hiệu Hoa hậu Trái Đất Costa Rica 2012. Cô thi đấu tại cuộc thi Hoa hậu Trái Đất 2012 và được xếp hạng trong Top 16. Cô cũng được trao tặng danh hiệu Hoa hậu Ảnh, Thân hình đẹp nhất và Áo tắm đẹp nhất.

## Hoa hậu Lục địa Châu Mỹ 2012
Granados cũng đại diện cho Costa Rica tham gia cuộc thi Hoa hậu Lục địa Châu Mỹ 2012 tại Guayaquil, Ecuador vào ngày 29 tháng 9 năm 2012, cuộc thi mà cô được xếp trong Top 6. Cô cũng giành giải phụ "Gương mặt đẹp nhất".

## Hoa hậu Costa Rica 2013
Fabianna Granados được trao vương miện Hoa hậu Costa Rica 2013 tại San José, vào ngày 12 tháng 7 năm 2013. Cô cũng giành được giải thưởng Chân đẹp nhất và Thể hình xuất sắc nhất.

## Hoa hậu Hoàn vũ 2013
Fabianna Granados cạnh tranh tại Hoa hậu Hoàn vũ 2013 tại Moscow, cuộc thi mà cô trở thành người phụ nữ Costa Rica thứ tư tiến vào bán kết và kết thúc trong Top 16.

## Cuộc thi khác
Fabianna đã thi đấu tại Columbia Reinado Internacional del Café năm 2012 và nhận giải đặc biệt Nữ hoàng Cảnh sát. Cô cũng tham gia cuộc thi Hoa hậu PanaAmericana 2012 tại Hoa Kỳ và nhận giải Virreina cho giải Thân hình đẹp nhất. Cô cũng đã tham gia thi đấu tại Philippines trong cuộc thi Hoa hậu Trái Đất 2012, cô cũng lọt Top 16 và giành giải Gương mặt xuất sắc nhất.